# HUK-Verband
Der HUK-Verband war ein deutscher Versichererverband.

## Geschichte
Der Verband wurde 1948 gegründet. Hauptsitz war Hamburg.
Er hatte seinen Zweck als Interessenvertretung für die angeschlossenen Versicherungsunternehmen aus der privaten und öffentlichen Versicherungswirtschaft. Die Abkürzung HUK steht dabei für Haftpflicht-, Unfall, Kraftfahrtversicherer-Verband.
Der Verband vereinte sich 1995 mit dem Verband der Sachversicherer e.V. zum Verband der Schadenversicherer e.V. und wurde 1997 zum Gesamtverband der Deutschen Versicherungswirtschaft (GDV).
Auch heute ist noch die so genannte Malus-Datei von Bedeutung, die erstmals 1967 eingeführt wurde.
Zudem besteht der ursprüngliche Zweck des Verbandes fort.